# I'm from Barcelona
I'm from Barcelona es un grupo de música pop/folk de Jönköping, Suecia, conocido por tener un elenco de 30 miembros que mezclan instrumentos como clarinetes, saxofones, flautas, trompetas, banjos, acordeones, guitarras, tambores y teclados entre otros.La mayor parte de los miembros actúan como coro durante las canciones y los directos. Emanuel Lundgren es el fundador de la banda, el compositor de canciones y la voz principal del grupo.
Una de sus canciones más famosas, "We're From Barcelona", ha sido utilizada para los anuncios de la cerveza San Miguel en la campaña de verano de 2009.

## Historia
En 2006 salió a la venta su EP Don't Give Up On Your Dreams, Buddy!, Seguido de su álbum famoso Let Me Introduce Me & My Friends, con canciones festivas y de gran armonía entre instrumentos y voces, y un pop muy particular, que se puede reconocer en los primeros segundos de cualquier canción. Canciones como "We're From Barcelona" y "Chicken Pox" extendieron por internet y la banda se hizo conocer haciendo presentaciones del disco por toda Europa y Estados Unidos, en festivales indie.
En el 2008, y de la mano de Mute Records (EMI), I'm From Barcelona saca Who Killed Harry Houdini, un disco con el mismo sello pop de siempre, pero con la música un poco más madura.

## Integrantes
| - Johan Aineland (Acordeón, mandolina) - Martin Lindh (Sintetizadores, Carillón) - Mathias Alriksson (Voz) - Marcus Carlholt (Voz, atuendos) - Julie Witwicki Carlsson (Voz) - Philip Erixon (Percusión, voz) - Anna Fröderberg (voz) - Olof Gardestrand (Batería) - Tina Gardestrand (Voz) | - Tobias Granstrand (Guitarra) - Mattias Johansson (Saxofón) - Fredrik Karp (Saxofón) - Micke Larsson (Voz) - Daniel Lindlöf (Guitarra, Banjo) - David Ljung (Trompeta) - Rikard Ljung (Flauta) - Emanuel Lundgren (Voz solista, Guitarra) - Johan Mårtensson (Voz) | - Cornelia Norgren (Voz) - Emma Määttä (Voz) - Frida Öhnell (Voz) - Erik Ottosson (Tuba) - Christofer Lorin (Piano) - Henrik Olofsson (Bajo) - Jacob Sollenberg (Clarinete) - Jonas Tjäder (Voz) - Jakob Jonsson (Trompeta) |

## Discografía
Álbumes
- Let Me Introduce My Friends
(26 de abril de 2006)
Dolores Recordings
- Who Killed Harry Houdini?
(14 de octubre de 2008)
Mute Records
- 27 songs from Barcelona
(27 de enero de 2010)
Mute Records
- Forever today
(23 de marzo de 2011)
Mute Records

EP/Sencillos
- Sing!! - 98B (Agosto de 2005)
- Don't Give Up on Your Dreams, Buddy! - Dolores Recordings (15 de febrero de 2006)
- Collection of Stamps CD sencillo - EMI Sweden (12 de abril de 2006)
- Treehouse - (9 de agosto de 2006)
- Britney CD sencillo - Dolores Recordings/EMI Sweden (16 de julio de 2007)

## Videoclips
- Collection of Stamps  por Daniel Eskils & Johan Junker - Stream it (enlace roto disponible en Internet Archive; véase el historial, la primera versión y la última).
- We're From Barcelona  por Andreas Nilsson & Rasmus Hägg - Stream it (enlace roto disponible en Internet Archive; véase el historial, la primera versión y la última).